# Landtagswahlkreis Dessau-Roßlau-Wittenberg
Der Landtagswahlkreis Dessau-Roßlau-Wittenberg (Wahlkreis 27) ist ein Landtagswahlkreis in Sachsen-Anhalt. Er umfasste zur Landtagswahl in Sachsen-Anhalt 2021 von der kreisfreien Stadt Dessau-Roßlau folgende Stadt- und Ortsteile sowie Stadtbezirke: Brambach, Innerstädtischer Bereich Nord, Meinsdorf, Mildensee, Mühlstedt, Rodleben, Roßlau, Streetz/Natho und Waldersee. Außerdem gehören vom Landkreis Wittenberg die Städte Coswig (Anhalt) und Oranienbaum-Wörlitz zum Wahlkreis.
Der Wahlkreis wird in der achten Legislaturperiode des Landtages von Sachsen-Anhalt von Karin Tschernich-Weiske vertreten, die das Direktmandat bei der Landtagswahl am 6. Juni 2021 mit 35,6 % der Erststimmen erstmals gewann. Davor wurde der Wahlkreis von 2011 bis 2021 von Reiner Haseloff vertreten, der bei der Wahl 2021 das Direktmandat im Landtagswahlkreis Wittenberg gewann.

## Wahl 2021
Im Vergleich zur Landtagswahl 2016 wurde der Zuschnitt des Wahlkreises nicht verändert. Auch Name und Nummer des Wahlkreises wurden nicht geändert.
Es traten sieben Direktkandidaten an. Von den Direktkandidaten der vorhergehenden Wahl traten Holger Hövelmann und Michael Marks erneut an. Karin Tschernich-Weiske gewann mit 35,6 % der Erststimmen erstmals das Direktmandat. Margret Wendt zog über Platz 20 der Landesliste der AfD ebenfalls in den Landtag ein.
|                         |                      | Erst- stimmen | Erst- stimmen | Zweit- stimmen | Zweit- stimmen |
| Bewerber                | Partei               | Anzahl        | %             | Anzahl         | %              |
| ----------------------- | -------------------- | ------------- | ------------- | -------------- | -------------- |
| Wahlberechtigte         | Wahlberechtigte      | 39.652        | 100,0         | 39.652         | 100,0          |
| Wähler                  | Wähler               | 24.131        | 60,9          | 24.131         | 60,9           |
| Ungültige Stimmen       | Ungültige Stimmen    | 557           | 2,3           | 421            | 1,7            |
| Gültige Stimmen         | Gültige Stimmen      | 23.574        | 97,7          | 23.710         | 98,3           |
| davon                   |                      |               |               |                |                |
| Karin Tschernich-Weiske | CDU                  | 8.395         | 35,6          | 9.300          | 39,2           |
| Margret Wendt           | AfD                  | 5.252         | 22,3          | 4.983          | 21,0           |
| Stine Rummel-Strebelow  | DIE LINKE            | 2.515         | 10,7          | 2.281          | 9,6            |
| Holger Hövelmann        | SPD                  | 2.860         | 12,1          | 1.779          | 7,5            |
| Marek Boeck             | GRÜNE                | 1.136         | 4,8           | 1.507          | 6,4            |
| Lea-Charlotte Kus       | FDP                  | 1.471         | 6,2           | 1.477          | 6,2            |
| Michael Marks           | FREIE WÄHLER         | 1.945         | 8,3           | 808            | 3,4            |
| –                       | NPD                  | –             | –             | 98             | 0,4            |
| –                       | Tierschutzpartei     | –             | –             | 309            | 1,3            |
| –                       | Tierschutzallianz    | –             | –             | 80             | 0,3            |
| –                       | LKR                  | –             | –             | 9              | 0,0            |
| –                       | Die PARTEI           | –             | –             | 170            | 0,7            |
| –                       | Gartenpartei         | –             | –             | 159            | 0,7            |
| –                       | FBM                  | –             | –             | 8              | 0,0            |
| –                       | TIERSCHUTZ hier!     | –             | –             | 143            | 0,6            |
| –                       | dieBasis             | –             | –             | 319            | 1,3            |
| –                       | Klimaliste ST        | –             | –             | 12             | 0,1            |
| –                       | ÖDP                  | –             | –             | 21             | 0,1            |
| –                       | Die Humanisten       | –             | –             | 21             | 0,1            |
| –                       | Gesundheitsforschung | –             | –             | 99             | 0,4            |
| –                       | PIRATEN              | –             | –             | 84             | 0,4            |
| –                       | WiR2020              | –             | –             | 43             | 0,2            |

## Wahl 2016
Bei der Landtagswahl in Sachsen-Anhalt 2016 waren 42.134 Einwohner wahlberechtigt; die Wahlbeteiligung lag bei 64,4 %. Reiner Haseloff gewann das Direktmandat für die CDU.
| Bewerber         | Partei       | Erststimmen in % | Zweitstimmen in % |
| ---------------- | ------------ | ---------------- | ----------------- |
| Reiner Haseloff  | CDU          | 32,9             | 29,5              |
| Frank Hoffmann   | LINKE        | 15,6             | 15,3              |
| Holger Hövelmann | SPD          | 11,9             | 10,1              |
| Ines Oehme       | GRÜNE        | 4,9              | 6,2               |
| Michael Marks    | Freie Wähler | 4,6              | 3,2               |
| -                | NPD          | -                | 3,0               |
| Detlef Herrig    | FDP          | 4,7              | 5,4               |
| Carola Marx      | AfD          | 25,4             | 23,3              |
| –                | Sonstige     | –                | 4,0               |

## Wahl 2011
Bei der Landtagswahl in Sachsen-Anhalt 2011 waren 45.412 Einwohner wahlberechtigt; die Wahlbeteiligung lag bei 53,0 %. Reiner Haseloff gewann das Direktmandat für die CDU.
| Bewerber                | Partei           | Erststimmen in % | Zweitstimmen in % |
| ----------------------- | ---------------- | ---------------- | ----------------- |
| Reiner Haseloff         | CDU              | 39,9             | 33,5              |
| Frank Hoffmann          | LINKE            | 22,2             | 22,3              |
| Holger Hövelmann        | SPD              | 19,8             | 19,7              |
| Cornelia Lüddemann      | GRÜNE            | 6,7              | 8,7               |
| Michael Marks           | Freie Wähler     | 5,6              | 4,3               |
| Matthias Heyder         | NPD              | 4,1              | 4,5               |
| Burker-Wieland Jüngling | FDP              | 1,7              | 3,3               |
| Klaus Fuchs             | MLPD             | 0,3              | 0,2               |
| –                       | Tierschutzpartei | –                | 1,5               |
| –                       | Piraten          | –                | 1,4               |
| –                       | SPV              | –                | 0,4               |
| –                       | KPD              | –                | 0,1               |
| –                       | ödp              | –                | 0,1               |

## Wahl 2006
Bei der Landtagswahl in Sachsen-Anhalt 2006 traten folgende Kandidaten an:
| Name                             | Partei          | Anteil der Erststimmen |
| -------------------------------- | --------------- | ---------------------- |
| Kurt Brumme                      | CDU             | 39,7 %                 |
| Frank Hoffmann                   | Die Linke       | 23,6 %                 |
| Kuno Wendt                       | SPD             | 21,4 %                 |
| Manfred Böttcher                 | FDP             | 6,3 %                  |
| Iris Brunar                      | GRÜNE           | 5,1 %                  |
| Edmund Meier                     | MLPD            | 0,7 %                  |
| Rainer Gerdung                   | Off D-STATT-DSU | 1,3 %                  |
| Kurt Schröter                    | EB              | 1,9 %                  |
| Wahlberechtigte: 48606 Einwohner |                 |                        |
| Wahlbeteiligung: 47,2 %          |                 |                        |